# Cesare Bertolotti
Cesare Bertolotti (Brescia, 19 settembre 1854 – Brescia, 25 giugno 1932) è stato un pittore italiano.

## Biografia
Il padre Giuseppe, originario di Capriano, e la madre Teresa Silvestri erano pizzicagnoli in via del Beveratore a Brescia.
Dall'età di venti all'età di ventidue anni fu allievo di Roberto Venturi.
Nel 1876 si recò a Firenze e seguì i corsi di Giuseppe Ciaranfi. 
Nel 1879, dopo un concorso, entrò nell'Accademia di Brera. Dal 1880 al 1881 fu a Roma con Cesare Maccari quindi a Monaco di Baviera con Franz von Lenbach.
Si sposò con Teresina Lancellotti nel 1889, ma dopo solo tre anni rimase vedovo con un figlio Giuseppe che cadde nella prima guerra mondiale. Insegnò alla scuola Moretto a Brescia.

## Galleria di opere
- Palazzo Reggio a Genova
- Villa Zanardelli a Fasano
- Santuario di Santa Maria delle Grazie Brescia tra il 1895 e il 1900 (completò il ciclo di affreschi avviato da Modesto Faustini)
- Mercurio e Venere sulla lunetta sulla parete sinistra dello scalone del palazzo della Loggia a Brescia
- Tre grandi dipinti con scene della vita di Maria nella volta centrale della Chiesa di Santa Maria Assunta (Ghedi)

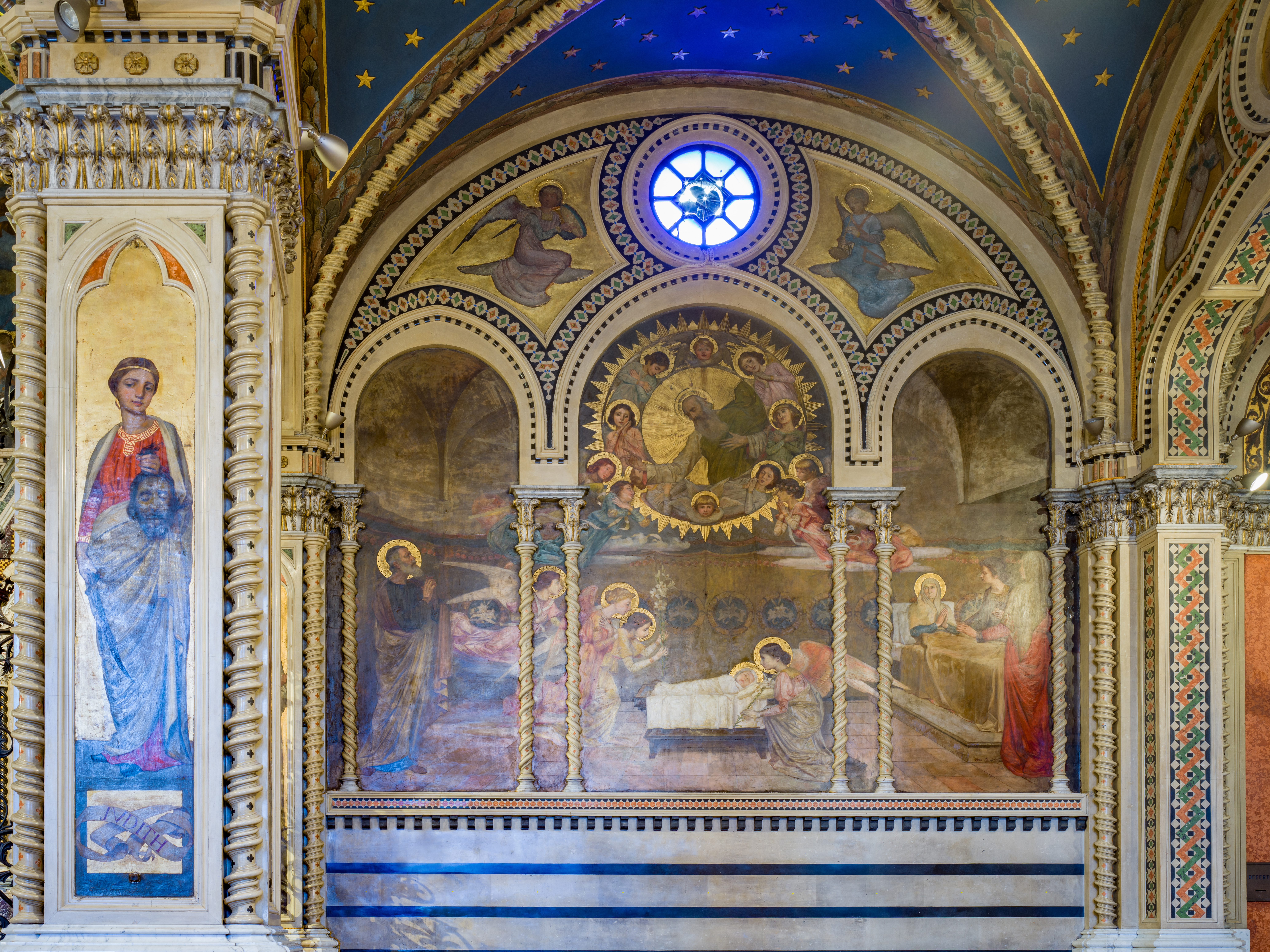
Natività di Maria del Bertolotti nel Santuario di Santa Maria delle Grazie